# Saint-Paul-la-Roche
Saint-Paul-la-Roche település Franciaországban, Dordogne megyében. Lakosainak száma 533 fő (2022. január 1.). Saint-Paul-la-Roche Saint-Priest-les-Fougères, Jumilhac-le-Grand, Sarrazac, Nantheuil, Thiviers, Saint-Jory-de-Chalais, Chalais és La Coquille községekkel határos.

## Népesség
A település népessége az elmúlt években az alábbi módon változott:
| Lakosok száma | 794  | 591  | 555  | 524  | 525  | 525  | 525  | 519  | 514  | 533  |
|               | 1968 | 1982 | 1990 | 2006 | 2013 | 2015 | 2017 | 2019 | 2020 | 2022 |